# 中華民國粵省軍政府
中華民國粵省軍政府是武昌起義成功後，1911年11月9日於廣東成立的革命軍政府，武裝力量是陳炯明所領導的循軍。

## 歷史

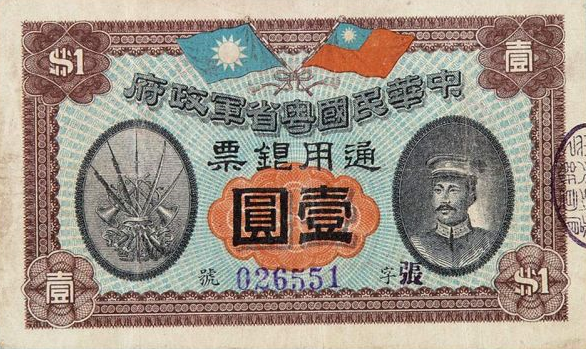
中华民国粤省军政府通用银票壹圆，上有陈炯明头像。

1911年辛亥革命，10月底，廣東同盟會會員陳炯明、鄧鏗和彭瑞海等人在廣東化州、南海、順德、三水等各地組織民軍起義。
11月8日，在胡漢民勸說下，廣東水師提督李准和新軍第二十五鎮統制龍濟光同意反清，民軍聲勢浩大，兩廣總督張鳴岐被迫召集各界代表在廣東諮議局討論廣東獨立問題，決定次日宣佈廣東獨立。
11月9日，陳炯明率部光復惠州，同日，廣東諮議局宣佈廣東脫離大清獨立，成立中華民國粵省軍政府。推舉胡漢民為都督，陳炯明為副都督。經各方支持，組成一支北伐軍共約8,000人，姚雨平任總司令，馬錦春為副總司令。
起義後廣東各界“策劃廣東自保”。廣東的士紳階層在晚清的諮議局改革中曾初嘗現代政治參與的滋味，對於他們來說，辛亥革命是一個讓他們主導實踐廣東獨立自主的機遇。廣東獨立後擔任廣東民團總長的劉永福就在安民公告中如是說：
|                                      | 夫吾粵，東接閩，西連桂，北枕五嶺，南濱大洋，風俗語言嗜好與中原異，固天然獨立國也。秦之趙佗，隋之馮盎、鄧文進，元之何真，皆乘變亂時代，崛起一方，安輯人民，鞏衛疆圉。今兵力強厚，獨立之局告成矣，所以謀善後者，何止萬端！……廣東省，廣東人之廣東，斯言聞之熟矣。 |
| ——劉永福：《就任廣東省民團總長通告》 | |

1912年1月1日，中華民國成立，廣東省成為中華民國中的一省。

## 外交關係

### 與中華民國湖北軍政府的關係
11月7日，為聯絡革命聲勢、統一鬥爭，中華民國軍政府鄂軍都督府都督黎元洪致電廣東在內的獨立各省，徵詢組織中華民國臨時政府的意見，9日，黎元洪再次通電粵省軍政府在內的各省都督府，請迅速派代表到武漢，商議組織臨時政府問題。

## 舊址

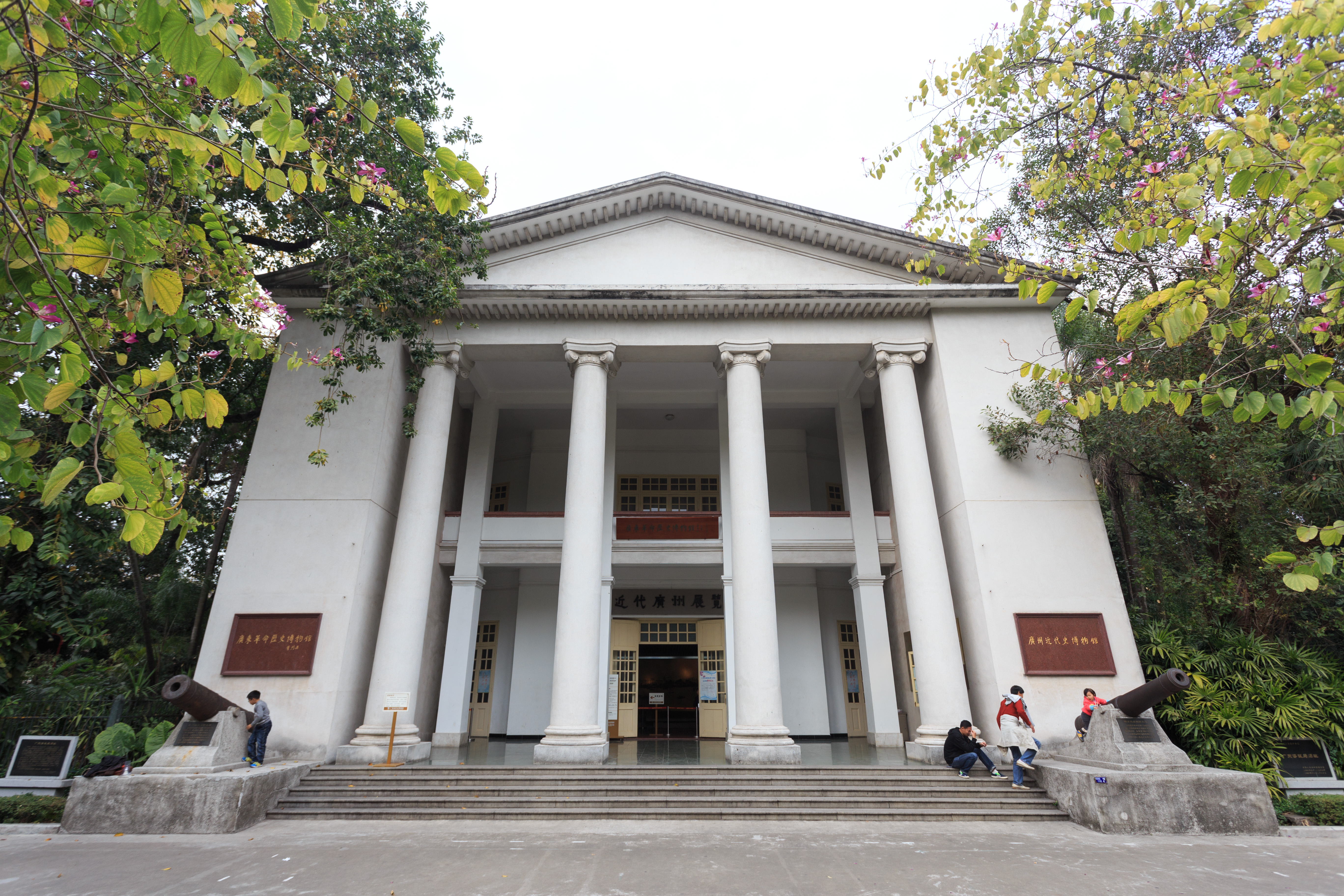
广东谘议局大樓今貌

中華民國粵省軍政府的立法機構廣東諮議局原址為宣統元年（1909年）所建的廣東諮議局大樓，廣東獨立後，這裡成為了廣東國會所在。1911年11月9日，廣東各界代表在該處宣布廣東脫離清政府獨立，並成立都督府，推選胡漢民為都督。
第二次護法運動期間，孫中山在此宣誓就任廣州中華民國政府非常大總統。現在這裡是廣東革命歷史博物館暨廣州近代史博物館，位於現廣州起義烈士陵園內。